# Лізбен (Коннектикут)
Лізбен (англ. Lisbon) — місто (англ. town) в США, в окрузі Нью-Лондон штату Коннектикут. Населення — 4195 осіб (2020).

## Демографія
Згідно з переписом 2010 року, у місті мешкало 4338 осіб у 1659 домогосподарствах у складі 1221 родини. Було 1730 помешкань
Расовий склад населення:
| - 94,1 % — білих - 1,5 % — азіатів - 0,9 % — чорних або афроамериканців - 0,7 % — корінних американців |

До двох чи більше рас належало 2,2 %. Частка іспаномовних становила 2,0 % від усіх жителів.
За віковим діапазоном населення розподілялося таким чином: 22,6 % — особи молодші 18 років, 63,2 % — особи у віці 18—64 років, 14,2 % — особи у віці 65 років та старші. Медіана віку мешканця становила 44,0 року. На 100 осіб жіночої статі у місті припадало 98,9 чоловіків;  на 100 жінок у віці від 18 років та старших — 97,5 чоловіків також старших 18 років.
Середній дохід на одне домашнє господарство  становив 100 183 долари США (медіана — 85 296), а середній дохід на одну сім'ю — 111 158 доларів (медіана — 98 867). Медіана доходів становила 70 573 долари для чоловіків та 39 688 доларів для жінок. За межею бідності перебувало 2,5 % осіб, у тому числі 3,7 % дітей у віці до 18 років та 5,7 % осіб у віці 65 років та старших.
Цивільне працевлаштоване населення становило 2406 осіб. Основні галузі зайнятості: освіта, охорона здоров'я та соціальна допомога — 22,7 %, виробництво — 15,3 %, мистецтво, розваги та відпочинок — 15,1 %.